# Микалоюс Чурльонис
Микалоюс Чурльонис (на литовски Mikalojus Konstantinas Čiurlionis, на руски Микалооюс Константиинас Чюрлёнис) е литовски художник и композитор.

## Биография
Роден е в музикално семейство, баща му е органист в селото, където прекарва и детството си – Варена̀. При баща си малкият Микалоюс получава първите си уроци по музика, както и първоначалните си познания за органа. След като проявява склонност към музиката, бива записан в музикалната школа на княз Михаил Ногински в Плунга (1889 – 1893). Там и започва по-сериозната му музикална кариера. По препоръка на княза Чурльонис постъпва във Варшавския музикален институт (1894 – 1899). Оттогава датират и първите му по-сериозни композиционни опити (поемата „В гората“). Скоро след дипломирането си Чурльонис заминава за Лайпциг, където учи в реномираната местна консерватория (1901 – 1902). Обучението му в този световен музикален център е прекъснато поради смъртта на неговия покровител, княз Ногински, и младият музикант се премества във Варшава, където започва да изучава изобразително изкуство. През 1903 рисува първата си по-сериозна творба – „Музиката на гората“. Именно във Варшава той излага и първите си изобразителни творби (1905), а през следващата година негови творби участват в сборна изложба в Санкт Петербург.
През 1908 година сключва брак със София Киментайте, същата година се премества да живее в Санкт Петербург. Този период е твърде тежък за него, тъй като в столицата няма нито приятели, нито пари. Въпреки това Чурльонис прекарва в града няколко години. Там и създава едни от най-значителните си живописни и музикални творби. С течение на времето Чурльонис завързва контакти с изтъкнати художници като Мстислав Добужински, Леон Бакст, Николай Рьорих, Константин Сомов, с помощта на които той успява да се впише в социалния и художествения живот на големия град. Особено важни са контактите и приятелството му с Александър Бенуа и неговия кръжок.
Не така обаче стоят нещата с личния му живот – непривикнала на бедняшкия стил на живот, жена му го напуска (без официално да се разведе с него). В същото време здравето му се влошава, към физическото неразположение се добавят депресия, неувереност и тревожност. Неразбирането от страна на околните допълнително влошава състоянието му. Постепенно започва да отбягва познатите и приятелите си, накрая жена му го прибира в родния Друсининкай.
През 1909 година лекарите официално удостоверяват наличието на душевно заболяване. През следващата година Чурльонис е настанен в клиника за душевно болни, където му забраняват да се занимава с музика и живопис. Прави няколкократни опити за бягство от клиниката. При едно от тях заболява от белодробно възпаление и мозъчен кръвоизлив, което и пряко води до смъртта му.

## Творчество
За краткия си земен път Чурльонис е автор на множество музикални и изобразителни творби. Особено забележимо е влиянието на музиката върху изобразителното му творчество, обратната връзка, разбира се, също е налице, но е предмет на по-специални изследвания.

### Изобразително изкуство
Чурльонис работи с цветове, но е трудно неговото изобразително творчество да бъде определено изцяло като живопис, тъй като, боравейки с палитрата, той твърде често прилага специфично графични похвати като ясно изразен контур, щрих, фактура. Повечето изкуствоведи причисляват творбите му (около 300 на брой, към тенденциите на Ар нуво и Модерн. Творбите на Чурльонис са наситени с орнаментални, декоративни и фолклорни мотиви (литовски, славянски, японски, индийски, древноегипетски и т.н.), но в най-значителните произведения и особено характерен стремежът към изобразително стилизиране на различни музикални форми. Дори самите заглавия (като в циклите „Симфонии“, „Сонати“ и „Фуги“) говорят за това. В тези творби Чурльонис предава графично структурата на отделните музикални форми и техните части – тема, реприза и т.н. Графичността на това предаване на музикалната форма, Чурльонис подчертава с цветове. В същото време има и немалко творби, които са отделени от това пряко влияние на музикалната форма – като цикъла „Зодиак“, „Приказка за кралете“ и др. В цикъла „Сътворението на света“ е постигнат баланс между тежненията да бъде изобразена музиката и чистото изобразително изкуство.

#### Картини – сонати
- Соната на Слънцето. Скерцо.
- Соната на пролетта. Анданте
- Соната на лятото. Скерцо
- Соната на есента. Финале
- Соната на пирамидите. Алегро
- Соната на звездите. Алегро

#### Картини без ясно изразено влияние на музиката
- Минало
- Вест
- Селското гробище
- Черната беда лети
- Мъка
- Моят път

### Музика
Чурльонис е автор както на оркестрови, така и на камерни и музикален инструмент инструментални творби. Смятан е за основоположник на литовската симфонична музика, но в същото време особено внимание заслужава неговото клавирно творчество. Там Чурльонис успява да изработи изящен и самобитен полифоничен стил, освободен от силни външни влияния, гъвкав и наситен. Докато в оркестровите си творби, както и в кантатите за хор и оркестър личи патосът и стремежът към подражание на по-ранни автори, в клавирното творчество се проявява изтънчен и напълно индивидуален лиризъм. При все това най-често концертно са изпълнявани неговите симфонични и ораториални творби. Чурльонис е автор и на около 60 обработки на литовски народни песни.

## За него
- Рерих Н. К., Чюрлёнис Архив на оригинала от 2010-07-26 в Wayback Machine. // Художники жизни. М.: МЦР, 1993, 88 с.
- Чюрлёните Я. К. Воспоминания о М. К. Чюрлёнисе. Пер. с литов. Вильнюс, 1975.
- Ландсбергис В. В. Творчество Чюрлёниса. 2-е изд. Л., 1975.
- Venclova A. М. К. Čiurlionis. Vilnius, 1961.